# Сандил
Санди́л — вождь булгарского племени утигуров. 
Информация о Сандиле содержится в византийских источниках в связи с вторжением болгарского племени кутригуров под предводительством князя Киниалона в 551 году. В связи с опасностью для Константинополя, византийский император Юстиниан I направил послов на север Чёрного моря к вождю утигуров Сандилу, соседствующих с кутригурами. Послы сделали богатые дары деньгами и оружием, и убедили Сандила напасть на столицу кутригуров на западном берегу Дона. Поскольку армия кутригуров была во Фракии, войска Сандила легко перешли Дон и разбили отряды противника. По его словам:

«Несправедливо и неприлично истреблять наших соплеменников (кутригуров), которые не только говорят на языке, идентичном нашему, которые являются нашими соседями и имеют такую же одежду и образ жизни, но которые также являются нашими родственниками, хотя и подчиняются другим господам».

Узнав о нападении, правитель кутригуров поспешил переправиться через Дунай, в результате чего значительная часть Фракии спаслась. После этого начинается продолжительная семилетняя война между соседними племенами. В 558 году вождь кутригуров Заберхан наконец заключил мир с утигурами, возможно, в результате отставки или смерти Сандила.